# Khal Torabully
Khal Torabully est un écrivain, cinéaste et docteur en sémiologie de poétique mauricien connu pour son travail sur les Indes, la créolité et le concept de coolitude. Né le 14 août 1956 à Port-Louis, il est issu d'une famille multiethnique avec un père marin de Trinité-et-Tobago et une mère descendante d'immigrés indiens et malais. Lors sa carrière, il a été largement reconnu pour ses contributions à la compréhension des cultures et des identités hybrides, et a remporté plusieurs prix pour ses travaux. Son travail continue de faire l'objet de recherches et d'analyses en raison de son impact sur les études postcoloniales et la littérature mondiale.   

## Biographie
Né en 1956 à Port-Louis, la capitale de Maurice, il s’installe en 1976 à Lyon où il suit des études de doctorat de Sémiologie du Poétique à l’Université Lyon II. Il y obtient aussi une maîtrise en Littérature Comparée puis un doctorat en sémiologie de poétique dans cette même université,,. Il se consacre ensuite à l'écriture et à la réalisation de films. En 1995, il suit un stage à l’Institut national de l'audiovisuel. 
Khal Torabully est membre-fondateur du Groupe d'études et de recherches sur les mondialisations (GERM), à Paris.

## Thèmes et concepts, la coolitude
Son œuvre est imprégnée de sa terre natale où la mer, les frontières et les imaginaires sont en relation, induisant une langue riche de multiples étagements de sons et de sens. 
Il a développé dans ses différentes publications, depuis Cale d'étoiles-Coolitude à Chair corail, fragments coolies, et particulièrement dans un essai publié conjointement avec Marina Carter, une poétique ou vision du monde au travers du concept de coolitude, composante essentielle selon lui des visions complexes des sociétés contemporaines, alliant postmodernisme, postcolonialisme et des poétiques liées à la mise en relation des imaginaires et des cultures du monde. 
Cette poétologie a de façon pionnière[réf. nécessaire] mis en relation les Indes, la créolité, la créolisation et d'autres visions de la complexité et des altérités, ouvrant l'engagisme aux études des migrations, des diasporas, les articulant avec les thèmes des identités, des géographies culturelles élargies, d'une vision du monde nées des Indes plurielles, créolisées, où la part indienne en voyage est articulée avec les autres imaginaires du monde, à égalité. Ici, l'Histoire est vue de l'océan, permettant une l'archipélisation des imaginaires et des fragments développée en poétique du corail, pour un humanisme du Divers , ouverte, plus fluide. La coolitude explore sans cesse une vision inclusive des Indes en voyage.
Aussi, s'inspirant des migrations des travailleurs ou laboureurs venant des Indes, de Chine, de l'Europe et de l'Afrique, Khal Torabully, est le tout premier[réf. nécessaire] écrivain à créer une œuvre et une esthétique transmoderne ouvrant les sans-voix de cette Histoire du Sud Global à une audibilité et visibilité. La coolitude désigne donc cette diversité culturelle, propre aux îles de l'océan indien, nées de la mise en relation de la Chine, de l'Afrique, de l'Europe et des Indes avec d'autres espaces culturels, accentuée par les métissages ou mises en relations de populations issues des pratiques de l'esclavage puis de l'engagisme ou coolie trade. Dans sa traversée des signes, la coolitude pose la première méthodologie[réf. nécessaire] entre engagisme et esclavage, dans une philosophie inclusive contenue dans les préambules de la Route Internationale des Engagés (International Indentured Labour Route) de l'UNESCO, octobre 2014.
Des auteurs tels que David Dabydeen, de la Royal Society of Literature de la Grande-Bretagne ou Amitav Ghosh, s'inspirent de ce paradigme.  V.S. Naipaul, Marcel Cabon, Ananda Devi, Natacha Appanah, Amal Sewtohul, J. M. G. Le Clézio ou les écrivains post-coloniaux, ont aussi pensé cette vision du monde. 
Khal Torabully raconte qu'Aimé Césaire lui aurait dit en 1998 : « La négritude et la coolitude sont des frères. »
Khal Torabully a représenté l'UNESCO pour la commémoration du centenaire de l'abolition du coolie trade en Guadeloupe en 2018.

## Prix (extraits)
Khal Torabully a obtenu de nombreux prix, tels que le Prix Jean Fanchette en 1992, le Prix Missives en 1998 pour L'Ombre rouge des gazelles et le Prix de Poésie du Salon international du Livre insulaire en 2000. 
Meilleur réalisateur au Zanzibar International Film Festival (en) (ZIFF) en 1998. Golden Award au Caire en décembre 2010 pour son documentaire, La Mémoire maritime des Arabes (52 min).

## Publications
Il a publié une vingtaine d'ouvrages.

### Poésie
- Khal Torabully, Fausse-île I, Port-Louis, Babel, 1981.
- Khal Torabully, Fausse-île II, Lyon, Université Lumière (Lyon II), 1986.
- Khal Torabully, Appels d'archipel, Port-Louis, Babel, 1987.
- Khal Torabully (trad. Lan ké), Le Printemps des ombres, Azalées Éditions, 1991.
- Khal Torabully, Petite Anthologie de la poésie mauricienne, Poésie-Rencontres, 1991.
- Khal Torabully (avec des toiles de S.H. Raza), Cale d'étoiles-Coolitude, Azalées Éditions, 1992.
- Khal Torabully (toiles d'Edmond Masson), Kot sa parol la ? Rode parole (poèmes), Le Printemps, 1995.
- Khal Torabully, Du code au codex, Éditions Thierry Lambert, 1996.
- Khal Torabully (préf. Werner Lambersy, avec des toiles de S.H. Raza), Palabre à parole, Le Bruit des autres, 1996.
- Khal Torabully, Dialogue de l'eau et du sel, Le Bruit des autres, 1998 (ISBN 2909468623).
- Khal Torabully, L'Ombre rouge des gazelles, Paroles d'Aube, 1998.
- Khal Torabully (préf. Raphaël Confiant, toiles de S.H. Raza), Chair corail : fragments coolies, Ibis rouge, 1999.
- Khal Torabully, Roulis sur le Malecon, carnet de voyage cubain, L'Harmattan, 1999 (ISBN 2738481949).
- Khal Torabully, Paroles entre une mère et son enfant fusillé, Les éditions du mont Popey, 2002.
- Khal Torabully, La cendre des mots : Après l'incendie de la bibliothèque de Bagdad, textes sur l'indiscible, L'Harmattan, 2003 (ISBN 2747553582).
- Khal Torabully (préf. Tanella Boni), Mes Afriques, mes ivoires, L'Harmattan, 2004 (ISBN 2747564134).
- Khal Torabully, Arbres et Anabase, Ibis rouge, 2005 (ISBN 2844502717).
- Khal Torabully, Cahier d'un retour impossible au pays natal (Plaidoyer pour Diégo Garcia), Ille-sur-Têt, Éditions K'A, 2009.
- Khal Torabully (préf. K. Purryag, President of the Republic of Mauritius), Voices from the Aapravasi Ghat,Indentured imaginaries (collection de poèmes), 2 novembre 2013 (lire en ligne).
- Khal Torabully, Le Pays est une pâle frontière (anthologie solidaire initiée par Khal Torabully), Syrie Libre, 2013 (ISBN 978-2-7466-6370-1).
- Khal Torabully, Les Semeuses d'azur, Aapravasi Ghat Trust Fund, île Maurice, 2014
- Khal Torabully, En nous, cette mémoire fraternelle des mers perdues..., 2014.
- Khal Torabully, Cantos Coolies, anthologie bilingue (ISBN 978-84-942954-9-2).
- Khal Torabully, Chroniques aux temps du coronavirus - Partage avec d'autres auteurs, Paris, Mindset éditions, fév. 2o22 (ISBN 978-2-492761-08-9, présentation en ligne).

### Essais
- Khal Torabully et Marina Carter, Coolitude: An Anthology of the Indian Labour Disapora, Anthem Press, 2002 (ISBN 1843310031).
- Khal Torabully, Coolitude, An e-anthology 2.

### Dictionnaire
- Khal Torabully, Dictionnaire francophone de poche : le pouvoir des mots sur le mouvoir des peaux, Genouilleux, France, la Passe du vent (ISBN 978-2-84562-104-6).

## Filmographie
Il a réalisé plusieurs documentaires : Pic Pic, nomade d'une île, La Traboule des vagues, mais aussi Malcolm, le tailleur de visions, sur la vie et l'œuvre de Malcolm de Chazal, film qui est à l'origine de la réhabilitation de cet auteur, et La Mémoire maritime des Arabes.
 (décembre 2021).
- 1996 : Pic Pic, Nomade d’une île
- 2001 : La Mémoire maritime des Arabes
- 2010 : Portraits de mémoire en Gironde
- La Traboule des vagues
- Malcolm le tailleur de visions